# کرستی مریلاس
کرستی مریلاس (استونیایی: Kersti Merilaas; ۷ دسامبر ۱۹۱۳ – ۸ مارس ۱۹۸۶) شاعر و مترجم زن اهل استونی بود.